# Ферма-2
Ферма-2 — посёлок в Приволжском районе Казани.

## География
Находится между озером Верхний Кабан и Фермским шоссе с запада, лесом с юга, новыми жилыми комплексами с востока и Фермским лесом с севера.

## История
Посёлок возник при Северо-Восточной (Казанской) учебной ферме Министерства государственных имуществ Российской империи. По состоянию на 1926 год в посёлке сельскохозяйственной фермы № 2 Воскресенской волости Арского кантона Татарской АССР проживало 304 человека, из которых 196 были грамотными.
В 1941 году посёлок был включён в состав Молотовского района Казани, так как к тому времени он в значительной мере обслуживался городскими организациями: в посёлке работали начальная школа и детский сад Молотовского РОНО, амбулатория Молотовского райздрава, почтовое отделение № 11, библиотека № 16 Сталинского РОНО. Кроме того, в посёлке находились клуб, баня, радиоузел, киноустановка (все — учхоза Казсельхозинститута), ларёк Столбищенского райпотребсоза.
В позднесоветский период крупнейшей организацией в посёлке являлось учебное хозяйство Казанского сельскохозяйственного института (215 работников, среднемесячная зарплата 212 руб.). Кроме того, в посёлке находились столовая № 207, школа № 47 (закрыта в 2000-е), детский сад № 87 сельхозинститута (ныне д/с 47), магазин № 520. Большая часть жилого фонда посёлка принадлежала либо непосредственно сельхозинституту либо его учебному хозяйству и были переданы на баланс города в конце 1990-х — начале 2000-х годов.
После распада СССР часть полей учхоза сельхозинститута были застроены коттеджами (улицы Хыял, Азамат, Благодатная, Уныш, Чистая), медицинскими учреждениями, жилыми комплексами («Соловьиная роща», «Мегарон», «Тулпар», «Стрела» и другие.
В 2020-е годы планируется застроить посёлок домами высотностью до 23 этажей.

## Объекты
- № 49 — деревянное здание на территории бывшего Казанского земледельческого училища, начало XX века.[6]
- № 50 — кирпичное здание Казанского земледельческого училища, 2-я половина XIX века — начало XX века.[6]
- № 53 — главное здание Казанского земледельческого училища, 1863 г., арх. Ф. Н. Малиновский.[6]
- № 59 — полукаменное здание на территории бывшего Казанского земледельческого училища, 2-я половина XIX века.[6]
- № 79 — общежития 1а, 1б КГАУ.[7]

## Известные уроженцы
- Александр Белецкий, литературовед, заслуженный деятель науки УССР.